# 1411
Portal Geschichte | Portal Biografien | Aktuelle Ereignisse | Jahreskalender | Tagesartikel

◄ |
14. Jahrhundert |
15. Jahrhundert
| 16. Jahrhundert | ►

◄ |
1380er |
1390er |
1400er |
1410er
| 1420er | 1430er | 1440er | ►

◄◄ |
◄ |
1407 |
1408 |
1409 |
1410 |
1411
| 1412 | 1413 | 1414 | 1415 | ► | ►►
Staatsoberhäupter  · Nekrolog   · Musikjahr
| Januar | Januar | Januar | Januar | Januar | Januar | Januar | Januar |
| Kw     | Mo     | Di     | Mi     | Do     | Fr     | Sa     | So     |
| ------ | ------ | ------ | ------ | ------ | ------ | ------ | ------ |
| 1      |        |        |        | 1      | 2      | 3      | 4      |
| 2      | 5      | 6      | 7      | 8      | 9      | 10     | 11     |
| 3      | 12     | 13     | 14     | 15     | 16     | 17     | 18     |
| 4      | 19     | 20     | 21     | 22     | 23     | 24     | 25     |
| 5      | 26     | 27     | 28     | 29     | 30     | 31     |        |

| Februar | Februar | Februar | Februar | Februar | Februar | Februar | Februar |
| Kw      | Mo      | Di      | Mi      | Do      | Fr      | Sa      | So      |
| ------- | ------- | ------- | ------- | ------- | ------- | ------- | ------- |
| 5       |         |         |         |         |         |         | 1       |
| 6       | 2       | 3       | 4       | 5       | 6       | 7       | 8       |
| 7       | 9       | 10      | 11      | 12      | 13      | 14      | 15      |
| 8       | 16      | 17      | 18      | 19      | 20      | 21      | 22      |
| 9       | 23      | 24      | 25      | 26      | 27      | 28      |         |

| März | März | März | März | März | März | März | März |
| Kw   | Mo   | Di   | Mi   | Do   | Fr   | Sa   | So   |
| ---- | ---- | ---- | ---- | ---- | ---- | ---- | ---- |
| 9    |      |      |      |      |      |      | 1    |
| 10   | 2    | 3    | 4    | 5    | 6    | 7    | 8    |
| 11   | 9    | 10   | 11   | 12   | 13   | 14   | 15   |
| 12   | 16   | 17   | 18   | 19   | 20   | 21   | 22   |
| 13   | 23   | 24   | 25   | 26   | 27   | 28   | 29   |
| 14   | 30   | 31   |      |      |      |      |      |

| April | April | April | April | April | April | April | April |
| Kw    | Mo    | Di    | Mi    | Do    | Fr    | Sa    | So    |
| ----- | ----- | ----- | ----- | ----- | ----- | ----- | ----- |
| 14    |       |       | 1     | 2     | 3     | 4     | 5     |
| 15    | 6     | 7     | 8     | 9     | 10    | 11    | 12    |
| 16    | 13    | 14    | 15    | 16    | 17    | 18    | 19    |
| 17    | 20    | 21    | 22    | 23    | 24    | 25    | 26    |
| 18    | 27    | 28    | 29    | 30    |       |       |       |

| Mai | Mai | Mai | Mai | Mai | Mai | Mai | Mai |
| Kw  | Mo  | Di  | Mi  | Do  | Fr  | Sa  | So  |
| --- | --- | --- | --- | --- | --- | --- | --- |
| 18  |     |     |     |     | 1   | 2   | 3   |
| 19  | 4   | 5   | 6   | 7   | 8   | 9   | 10  |
| 20  | 11  | 12  | 13  | 14  | 15  | 16  | 17  |
| 21  | 18  | 19  | 20  | 21  | 22  | 23  | 24  |
| 22  | 25  | 26  | 27  | 28  | 29  | 30  | 31  |

| Juni | Juni | Juni | Juni | Juni | Juni | Juni | Juni |
| Kw   | Mo   | Di   | Mi   | Do   | Fr   | Sa   | So   |
| ---- | ---- | ---- | ---- | ---- | ---- | ---- | ---- |
| 23   | 1    | 2    | 3    | 4    | 5    | 6    | 7    |
| 24   | 8    | 9    | 10   | 11   | 12   | 13   | 14   |
| 25   | 15   | 16   | 17   | 18   | 19   | 20   | 21   |
| 26   | 22   | 23   | 24   | 25   | 26   | 27   | 28   |
| 27   | 29   | 30   |      |      |      |      |      |

| Juli | Juli | Juli | Juli | Juli | Juli | Juli | Juli |
| Kw   | Mo   | Di   | Mi   | Do   | Fr   | Sa   | So   |
| ---- | ---- | ---- | ---- | ---- | ---- | ---- | ---- |
| 27   |      |      | 1    | 2    | 3    | 4    | 5    |
| 28   | 6    | 7    | 8    | 9    | 10   | 11   | 12   |
| 29   | 13   | 14   | 15   | 16   | 17   | 18   | 19   |
| 30   | 20   | 21   | 22   | 23   | 24   | 25   | 26   |
| 31   | 27   | 28   | 29   | 30   | 31   |      |      |

| August | August | August | August | August | August | August | August |
| Kw     | Mo     | Di     | Mi     | Do     | Fr     | Sa     | So     |
| ------ | ------ | ------ | ------ | ------ | ------ | ------ | ------ |
| 31     |        |        |        |        |        | 1      | 2      |
| 32     | 3      | 4      | 5      | 6      | 7      | 8      | 9      |
| 33     | 10     | 11     | 12     | 13     | 14     | 15     | 16     |
| 34     | 17     | 18     | 19     | 20     | 21     | 22     | 23     |
| 35     | 24     | 25     | 26     | 27     | 28     | 29     | 30     |
| 36     | 31     |        |        |        |        |        |        |

| September | September | September | September | September | September | September | September |
| Kw        | Mo        | Di        | Mi        | Do        | Fr        | Sa        | So        |
| --------- | --------- | --------- | --------- | --------- | --------- | --------- | --------- |
| 36        |           | 1         | 2         | 3         | 4         | 5         | 6         |
| 37        | 7         | 8         | 9         | 10        | 11        | 12        | 13        |
| 38        | 14        | 15        | 16        | 17        | 18        | 19        | 20        |
| 39        | 21        | 22        | 23        | 24        | 25        | 26        | 27        |
| 40        | 28        | 29        | 30        |           |           |           |           |

| Oktober | Oktober | Oktober | Oktober | Oktober | Oktober | Oktober | Oktober |
| Kw      | Mo      | Di      | Mi      | Do      | Fr      | Sa      | So      |
| ------- | ------- | ------- | ------- | ------- | ------- | ------- | ------- |
| 40      |         |         |         | 1       | 2       | 3       | 4       |
| 41      | 5       | 6       | 7       | 8       | 9       | 10      | 11      |
| 42      | 12      | 13      | 14      | 15      | 16      | 17      | 18      |
| 43      | 19      | 20      | 21      | 22      | 23      | 24      | 25      |
| 44      | 26      | 27      | 28      | 29      | 30      | 31      |         |

| November | November | November | November | November | November | November | November |
| Kw       | Mo       | Di       | Mi       | Do       | Fr       | Sa       | So       |
| -------- | -------- | -------- | -------- | -------- | -------- | -------- | -------- |
| 44       |          |          |          |          |          |          | 1        |
| 45       | 2        | 3        | 4        | 5        | 6        | 7        | 8        |
| 46       | 9        | 10       | 11       | 12       | 13       | 14       | 15       |
| 47       | 16       | 17       | 18       | 19       | 20       | 21       | 22       |
| 48       | 23       | 24       | 25       | 26       | 27       | 28       | 29       |
| 49       | 30       |          |          |          |          |          |          |

| Dezember | Dezember | Dezember | Dezember | Dezember | Dezember | Dezember | Dezember |
| Kw       | Mo       | Di       | Mi       | Do       | Fr       | Sa       | So       |
| -------- | -------- | -------- | -------- | -------- | -------- | -------- | -------- |
| 49       |          | 1        | 2        | 3        | 4        | 5        | 6        |
| 50       | 7        | 8        | 9        | 10       | 11       | 12       | 13       |
| 51       | 14       | 15       | 16       | 17       | 18       | 19       | 20       |
| 52       | 21       | 22       | 23       | 24       | 25       | 26       | 27       |
| 53       | 28       | 29       | 30       | 31       |          |          |          |

| Januar | Januar | Januar | Januar | Januar | Januar | Januar | Januar |
| Kw     | Mo     | Di     | Mi     | Do     | Fr     | Sa     | So     |
| ------ | ------ | ------ | ------ | ------ | ------ | ------ | ------ |
| 1      |        |        |        | 1      | 2      | 3      | 4      |
| 2      | 5      | 6      | 7      | 8      | 9      | 10     | 11     |
| 3      | 12     | 13     | 14     | 15     | 16     | 17     | 18     |
| 4      | 19     | 20     | 21     | 22     | 23     | 24     | 25     |
| 5      | 26     | 27     | 28     | 29     | 30     | 31     |        |

| Februar | Februar | Februar | Februar | Februar | Februar | Februar | Februar |
| Kw      | Mo      | Di      | Mi      | Do      | Fr      | Sa      | So      |
| ------- | ------- | ------- | ------- | ------- | ------- | ------- | ------- |
| 5       |         |         |         |         |         |         | 1       |
| 6       | 2       | 3       | 4       | 5       | 6       | 7       | 8       |
| 7       | 9       | 10      | 11      | 12      | 13      | 14      | 15      |
| 8       | 16      | 17      | 18      | 19      | 20      | 21      | 22      |
| 9       | 23      | 24      | 25      | 26      | 27      | 28      |         |

| März | März | März | März | März | März | März | März |
| Kw   | Mo   | Di   | Mi   | Do   | Fr   | Sa   | So   |
| ---- | ---- | ---- | ---- | ---- | ---- | ---- | ---- |
| 9    |      |      |      |      |      |      | 1    |
| 10   | 2    | 3    | 4    | 5    | 6    | 7    | 8    |
| 11   | 9    | 10   | 11   | 12   | 13   | 14   | 15   |
| 12   | 16   | 17   | 18   | 19   | 20   | 21   | 22   |
| 13   | 23   | 24   | 25   | 26   | 27   | 28   | 29   |
| 14   | 30   | 31   |      |      |      |      |      |

| April | April | April | April | April | April | April | April |
| Kw    | Mo    | Di    | Mi    | Do    | Fr    | Sa    | So    |
| ----- | ----- | ----- | ----- | ----- | ----- | ----- | ----- |
| 14    |       |       | 1     | 2     | 3     | 4     | 5     |
| 15    | 6     | 7     | 8     | 9     | 10    | 11    | 12    |
| 16    | 13    | 14    | 15    | 16    | 17    | 18    | 19    |
| 17    | 20    | 21    | 22    | 23    | 24    | 25    | 26    |
| 18    | 27    | 28    | 29    | 30    |       |       |       |

| Mai | Mai | Mai | Mai | Mai | Mai | Mai | Mai |
| Kw  | Mo  | Di  | Mi  | Do  | Fr  | Sa  | So  |
| --- | --- | --- | --- | --- | --- | --- | --- |
| 18  |     |     |     |     | 1   | 2   | 3   |
| 19  | 4   | 5   | 6   | 7   | 8   | 9   | 10  |
| 20  | 11  | 12  | 13  | 14  | 15  | 16  | 17  |
| 21  | 18  | 19  | 20  | 21  | 22  | 23  | 24  |
| 22  | 25  | 26  | 27  | 28  | 29  | 30  | 31  |

| Juni | Juni | Juni | Juni | Juni | Juni | Juni | Juni |
| Kw   | Mo   | Di   | Mi   | Do   | Fr   | Sa   | So   |
| ---- | ---- | ---- | ---- | ---- | ---- | ---- | ---- |
| 23   | 1    | 2    | 3    | 4    | 5    | 6    | 7    |
| 24   | 8    | 9    | 10   | 11   | 12   | 13   | 14   |
| 25   | 15   | 16   | 17   | 18   | 19   | 20   | 21   |
| 26   | 22   | 23   | 24   | 25   | 26   | 27   | 28   |
| 27   | 29   | 30   |      |      |      |      |      |

| Juli | Juli | Juli | Juli | Juli | Juli | Juli | Juli |
| Kw   | Mo   | Di   | Mi   | Do   | Fr   | Sa   | So   |
| ---- | ---- | ---- | ---- | ---- | ---- | ---- | ---- |
| 27   |      |      | 1    | 2    | 3    | 4    | 5    |
| 28   | 6    | 7    | 8    | 9    | 10   | 11   | 12   |
| 29   | 13   | 14   | 15   | 16   | 17   | 18   | 19   |
| 30   | 20   | 21   | 22   | 23   | 24   | 25   | 26   |
| 31   | 27   | 28   | 29   | 30   | 31   |      |      |

| August | August | August | August | August | August | August | August |
| Kw     | Mo     | Di     | Mi     | Do     | Fr     | Sa     | So     |
| ------ | ------ | ------ | ------ | ------ | ------ | ------ | ------ |
| 31     |        |        |        |        |        | 1      | 2      |
| 32     | 3      | 4      | 5      | 6      | 7      | 8      | 9      |
| 33     | 10     | 11     | 12     | 13     | 14     | 15     | 16     |
| 34     | 17     | 18     | 19     | 20     | 21     | 22     | 23     |
| 35     | 24     | 25     | 26     | 27     | 28     | 29     | 30     |
| 36     | 31     |        |        |        |        |        |        |

| September | September | September | September | September | September | September | September |
| Kw        | Mo        | Di        | Mi        | Do        | Fr        | Sa        | So        |
| --------- | --------- | --------- | --------- | --------- | --------- | --------- | --------- |
| 36        |           | 1         | 2         | 3         | 4         | 5         | 6         |
| 37        | 7         | 8         | 9         | 10        | 11        | 12        | 13        |
| 38        | 14        | 15        | 16        | 17        | 18        | 19        | 20        |
| 39        | 21        | 22        | 23        | 24        | 25        | 26        | 27        |
| 40        | 28        | 29        | 30        |           |           |           |           |

| Oktober | Oktober | Oktober | Oktober | Oktober | Oktober | Oktober | Oktober |
| Kw      | Mo      | Di      | Mi      | Do      | Fr      | Sa      | So      |
| ------- | ------- | ------- | ------- | ------- | ------- | ------- | ------- |
| 40      |         |         |         | 1       | 2       | 3       | 4       |
| 41      | 5       | 6       | 7       | 8       | 9       | 10      | 11      |
| 42      | 12      | 13      | 14      | 15      | 16      | 17      | 18      |
| 43      | 19      | 20      | 21      | 22      | 23      | 24      | 25      |
| 44      | 26      | 27      | 28      | 29      | 30      | 31      |         |

| November | November | November | November | November | November | November | November |
| Kw       | Mo       | Di       | Mi       | Do       | Fr       | Sa       | So       |
| -------- | -------- | -------- | -------- | -------- | -------- | -------- | -------- |
| 44       |          |          |          |          |          |          | 1        |
| 45       | 2        | 3        | 4        | 5        | 6        | 7        | 8        |
| 46       | 9        | 10       | 11       | 12       | 13       | 14       | 15       |
| 47       | 16       | 17       | 18       | 19       | 20       | 21       | 22       |
| 48       | 23       | 24       | 25       | 26       | 27       | 28       | 29       |
| 49       | 30       |          |          |          |          |          |          |

| Dezember | Dezember | Dezember | Dezember | Dezember | Dezember | Dezember | Dezember |
| Kw       | Mo       | Di       | Mi       | Do       | Fr       | Sa       | So       |
| -------- | -------- | -------- | -------- | -------- | -------- | -------- | -------- |
| 49       |          | 1        | 2        | 3        | 4        | 5        | 6        |
| 50       | 7        | 8        | 9        | 10       | 11       | 12       | 13       |
| 51       | 14       | 15       | 16       | 17       | 18       | 19       | 20       |
| 52       | 21       | 22       | 23       | 24       | 25       | 26       | 27       |
| 53       | 28       | 29       | 30       | 31       |          |          |          |

## Ereignisse

### Politik und Weltgeschehen

#### Litauerkriege des Deutschen Ordens

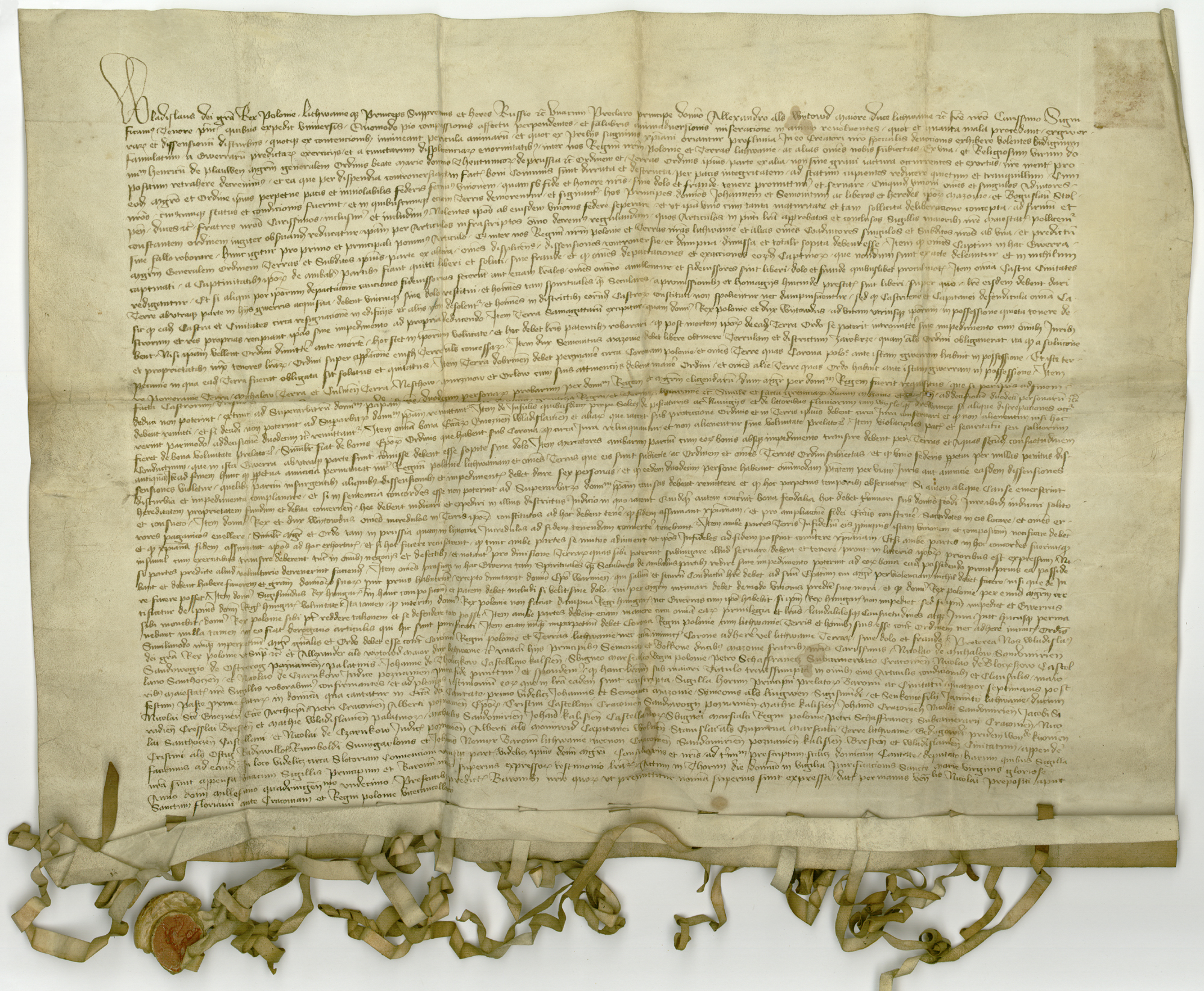
Friedensvertrag von Thorn

Der am 1. Februar geschlossene Erste Frieden von Thorn zwischen dem Deutschen Orden und Polen-Litauen beendet – vorläufig für die Lebenszeit des polnischen Königs Władysław II. Jagiełło und des mit ihm verbündeten Großfürsten Vytautas von Litauen – die Litauerkriege des Deutschen Ordens, welche im Vorjahr in der Schlacht bei Tannenberg ihren Höhepunkt hatten. Der Deutsche Orden muss unter anderem auf den Besitz Samogitiens verzichten und wird neben immensen Kontributionsleistungen gezwungen, weitere Missionierungsversuche in Litauen zu unterlassen. In der Folge kommt es zwar noch zu kleineren kriegerischen Auseinandersetzungen zwischen dem Orden und Litauen, die Zeit ständiger militärischer Konflikte ist hingegen jedoch beendet. Vor allem die finanziellen Verpflichtungen erweisen sich als schwere Belastung für den Orden und ihren Hochmeister Heinrich von Plauen.

#### Heiliges Römisches Reich
- 18. Januar: Nur wenige Monate nach seiner Wahl zum römisch-deutschen König stirbt Jobst von Mähren aus dem Haus Luxemburg in Brünn unter ungeklärten Umständen. Die Kurfürstenwürde von Brandenburg geht an seinen Cousin Sigismund, den König von Ungarn und Kroatien.
- 3. Juni: Der plötzliche Tod seines Onkels Leopold IV. von Habsburg ermöglicht es dem 14-jährigen Albrecht V., den Thron als Herzog von Österreich zu besteigen, auch wenn er sich formal noch unter der Vormundschaft seines jüngeren Onkels Ernst des Eisernen befindet, der allerdings in Innerösterreich regiert.
- 21. Juli: Der ungarische König Sigismund wird als Nachfolger seines Cousins Jobst, dem er schon bei der letzten Wahl im September des Vorjahres nur knapp unterlegen ist, zum römisch-deutschen König gewählt.

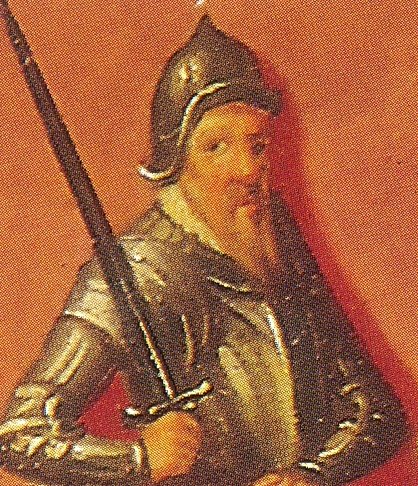
Friedrich I. von Brandenburg

- Zum Dank für die Unterstützung bei der Königswahl macht König Sigismund in seiner Eigenschaft als Kurfürst von Brandenburg den Burggrafen von Nürnberg Friedrich I. zum Obersten Hauptmann und Verwalter der Mark Brandenburg. Dieses Ereignis markiert den Beginn der Hohenzollernherrschaft in Nordostdeutschland.
- 24. November: Die Appenzeller schließen nach der Niederlage drei Jahre zuvor in der Schlacht bei Bregenz einen Burg- und Landrechtsvertrag mit den Acht Alten Orten außer Bern und werden damit zugewandter Ort der Eidgenossenschaft.

#### Frankreich
- Frühjahr: Im Bürgerkrieg der Armagnacs und Bourguignons beginnen die Armagnacs unter ihrem Anführer Bernard VII. d’Armagnac damit, den Beauvaisis und die Picardie zu plündern.
- 23. Oktober: Der Herzog von Burgund dringt mit einer Armee von 60.000 Männern in Paris ein und greift die mit den Armagnacs verbündeten Bretonen an, die sich nach La Chapelle zurückziehen. In der Nacht vom 8. auf den 9. November verlässt Johann Ohnefurcht mit seinen Soldaten die Stadt durch die Porte Saint-Jacques und marschiert auf Saint-Cloud. Dort gelingt es ihm, die Truppen der Armagnacs zu stellen und vollständig zu schlagen. Anschließend verfolgt er Charles de Valois, duc d’Orléans, nach Bourges, wo er ihn belagert.

#### Afrika
- Unter dem Einfluss verschiedener Mönchsorden, die sich größeren Einfluss am Kaiserhof erhoffen, tritt David I. als negus negest zurück. Sein Sohn Tewodros I. besteigt den äthiopischen Thron.

#### Stadtgründungen und Urkundliche Ersterwähnungen
- Im indischen Sultanat Gujarat gründet Sultan Ahmed die Stadt Ahmedabad.
- Die Orte Asperglen, Krehwinkel, Marhof, Rennersdorf und Vigantice werden erstmals urkundlich erwähnt.

### Wirtschaft
- 117 Patrizier ziehen kurzfristig aus Mainz aus, um in einer Auseinandersetzung mit den Zünften ihrem Anspruch auf die Privilegien der Steuer- und Zollfreiheit Nachdruck zu verleihen. Darunter befindet sich auch die Familie von Johannes Gutenberg.
- König Karl VI. von Frankreich befiehlt den Goldschmieden und Geldwechslern von Paris, sich auf dem Pont au Change anzusiedeln.
- Sächsische Münzgeschichte#Groschenzeit: In der Münze Freiberg wird unter Markgraf Friedrich dem Streitbaren von Meißen der letzte Helmgroschen geprägt.

### Wissenschaft und Technik
- In einem militärischen Feuerwerksbuch wird erstmals eine Standseilbahn beschrieben.

### Kultur

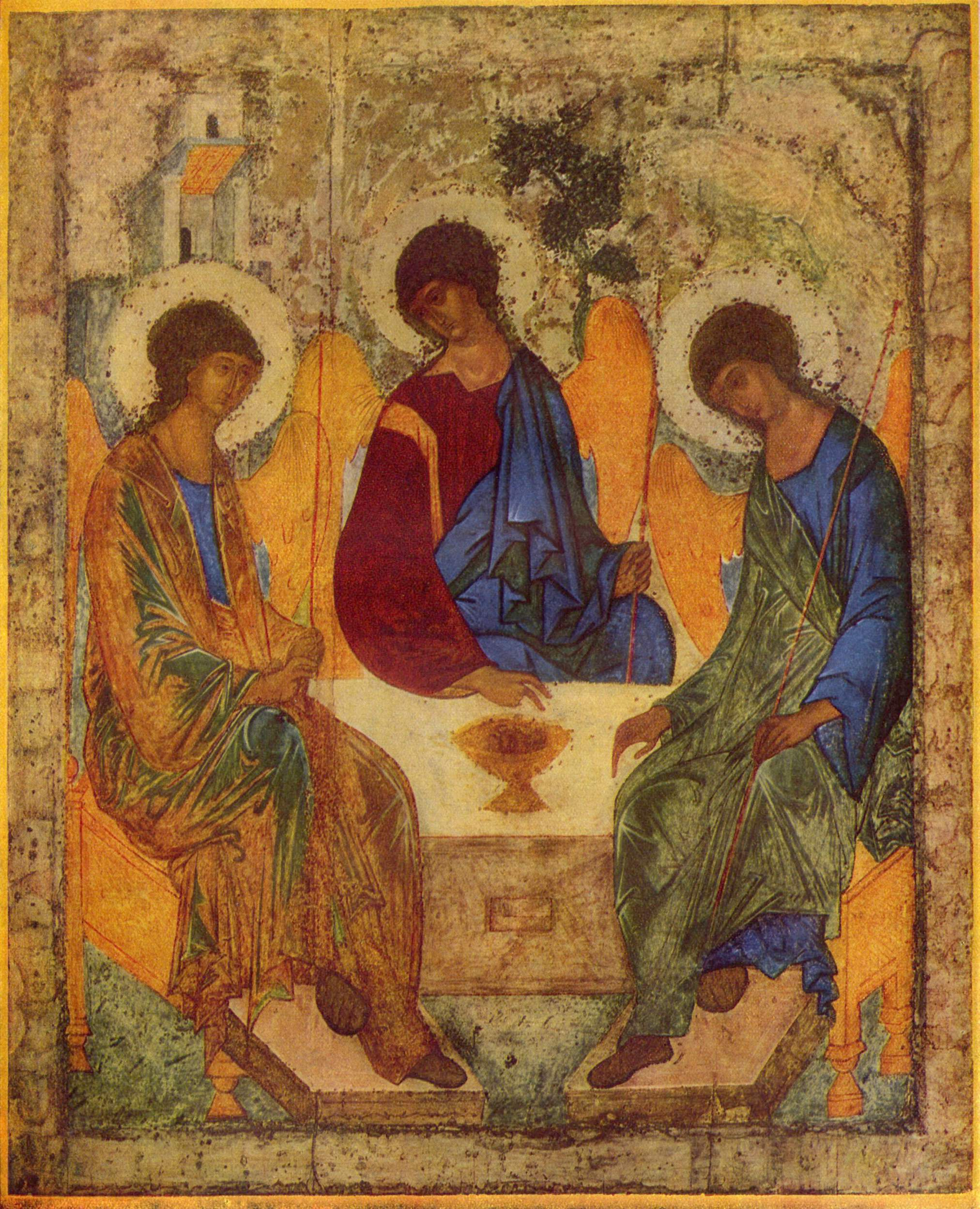
Dreifaltigkeitsikone von Andrej Rubljow

- um 1411: Der russische Ikonenmaler Andrei Rubljow malt die Dreifaltigkeitsikone. Sie gilt als einer der Höhepunkte der russischen Malerei. Das Bild stellt die Dreifaltigkeit nicht direkt dar, denn direkte bildliche Darstellungen von Gott Vater sind in der Orthodoxie unüblich. Es symbolisiert sie vielmehr anhand einer Szene aus dem Alten Testament: dem Besuch der drei Engelsboten bei Abraham und Sara. Das gleiche Motiv findet sich auch auf zahllosen weiteren Ikonen im ganzen orthodoxen Bereich.

### Religion
- Februar: Papst Johannes XXIII. bannt Jan Hus. Er wird exkommuniziert und der Stadt Prag verwiesen. Als Folge davon brechen in Prag Unruhen aus.
- Das Kloster Freienhagen der Wilhelmiten findet erstmals urkundliche Erwähnung.

## Geboren

### Geburtsdatum gesichert
- 21. September: Richard Plantagenet, englischer Adliger († 1460)

### Genaues Geburtsdatum unbekannt
- Thomas Bourchier, Erzbischof von Canterbury († 1486)
- Margareta von Cilli, Herzogin der Hälfte von Glogau und Steinau († 1480)
- Walter Devereux, englischer Ritter und Politiker († 1459)
- Margarethe von Hanau, Tochter Reinhards II. von Hanau († 1441)
- Heinrich II., Fürst von Braunschweig-Wolfenbüttel († 1473)
- Juan de Mena, spanischer Dichter († 1456)
- Latino Orsini, Erzbischof von Trani und Tarent († 1477)
- Nicolaus Pistoris, deutscher Mediziner und  Bürgermeister von Leipzig († 1471)
- Bosio Sforza, Graf von Santa Fiora († 1476)

### Geboren um 1411
- Anne Neville, englische Adelige († 1480)

## Gestorben

### Erstes Halbjahr
- 12. Januar: Heilmann von Wattenheim, deutscher Priester und päpstlicher Beauftragter (* um 1345)
- 18. Januar: Jobst von Mähren, römisch-deutscher König (* 1351)
- 6. Februar: Esau de’ Buondelmonti, Despot von Epirus (* um 1355)
- vor dem 11. Februar: Jacobus, Weihbischof von Schwerin
- 15. Februar: Corrado Caracciolo, Kardinal der römisch-katholischen Kirche (* um 1360)
- 4. März: Johann von Hanau, Graf von Hanau (* um 1377)
- 5. März: Ulrich II., Bischof von Lavant
- 6. April: Conrad Letzkau, deutscher Ratsherr und Bürgermeister der Danziger Rechtstadt
- 12. April: Robert I., Herzog von Bar (* 1344)
- 8. Mai: William Beauchamp, englischer Adliger (* 1330/40)
- 29. Mai: Hermann von Alen, deutscher Kaufmann und Bürgermeister von Lübeck
- Mai: Nicolaus von Renys, Kulmer Landadeliger, Ritter und einer der Anführer des profanen Eidechsenbundes (* um 1360)
- 3. Juni: Leopold IV., Herzog von Österreich (* 1371)

### Zweites Halbjahr
- 15. Juli: Jean Petit, französischer Jurist und Theologe (* um 1364)
- 26. Juli: Elisabeth von Hohenzollern-Nürnberg, deutsche Königin (* 1358)
- 3./4. August: Walther von Köckritz, Domherr von Magdeburg, Merseburg und Meißen sowie Bischof von Merseburg
- 21. September: Anne de Mortimer, englische Adlige (* 1390)
- 28. September: Zbynko Zajíc von Hasenburg, böhmischer Adliger und Erzbischof von Prag (* 1376)
- 10. Oktober: Nikolaus von Bunzlau, deutscher Benediktinermönch und Weihbischof in Breslau
- 19. Oktober: Kuno von Stoffeln, Fürstabt zu St. Gallen (* vor 1365)

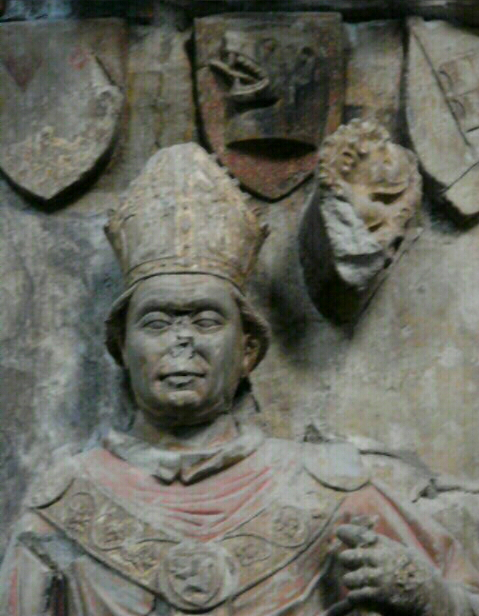
Johann I. von Egloffstein

- 22. November: Johann I. von Egloffstein, Fürstbischof von Würzburg und Gründer der Universität Würzburg
- 9. Dezember: John Darcy, englischer Adliger (* 1377)

### Genaues Todesdatum unbekannt
- Alram I., Graf von Ortenburg
- Erich IV., Herzog von Sachsen-Lauenburg (* 1354)
- Paolo di Giovanni Fei, italienischer Maler der Schule von Siena (* 1345)
- Nephon Kausokalybites, griechisch-orthodoxer Mönch und Asket, Protos auf dem Berg Athos (* vor 1335)
- Bruno Warendorp, Ratsherr in Lübeck